# レアンドロ・ロドリゲス・ダ・シルバ
レアンドロ・ラヴ（Leandro Love）ことレアンドロ・ロドリゲス・ダ・シルバ（Leandro Rodrigues da Silva、1985年12月3日 - ）は、ブラジル・サンパウロ州出身のサッカー選手。ポジションはフォワード。

## 所属クラブ
- 2004年 - 2006年  リオ・プレトEC[1]

→2005年  ポン・ジ・アスーカルEC (期限付き移籍) 
→2005年  CAジュベントス (期限付き移籍) 
- 2006年  ヴィッセル神戸[1]
- 2006年 - 2007年  リオ・ブランコEC
- 2007年 - 2008年  メルボルン・ビクトリーFC
- 2009年  オエステFC
- 2009年  ABC FC
- 2009年  クリシューマEC
- 2010年  マリーリアAC
- 2010年 - 2011年  CAリネンセ
- 2011年 - 2013年  アソシアソン・ポルトゥゲーザ・ジ・デスポルトス

→2012年  レッドブル・ブラジル (期限付き移籍)
- 2014年  レッドブル・ブラジル
- 2014年  グアラチンゲタ・フチボウ
- 2015年  ウニオン・レクレアチーヴァ・ドス・トラバリャドレス
- 2016年  CAトリコルジアーノ
- 2016年  グレミオ・カタンドゥヴェンセ・ジ・フチボウ
- 2017年  CAペナポレンセ
- 2017年  セイランジアEC
- 2017年  ECサンベント
- 2018年  CAペナポレンセ
- 2018年  トレーゼFC
- 2018年  リオ・クラロFC
- 2019年  CSセルジッペ
- 2019年  CRDリボロ
- 2020年  アトレチコ・モンテ・アズル
- 2021年  リオ・プレトEC
- 2021年  ウニオン・フレデリケンセ・ジ・フチボウ
- 2022年 -  ECウニオン・スザノ

## 個人成績
| 国内大会個人成績 | 国内大会個人成績 | 国内大会個人成績 | 国内大会個人成績 | 国内大会個人成績 | 国内大会個人成績 | 国内大会個人成績 | 国内大会個人成績 | 国内大会個人成績 | 国内大会個人成績 | 国内大会個人成績 | 国内大会個人成績 |
| 年度             | クラブ           | 背番号           | リーグ           | リーグ戦         | リーグ戦         | リーグ杯         | リーグ杯         | オープン杯       | オープン杯       | 期間通算         | 期間通算         |
| 年度             | クラブ           | 背番号           | リーグ           | 出場             | 得点             | 出場             | 得点             | 出場             | 得点             | 出場             | 得点             |
| 日本             | 日本             | 日本             | 日本             | リーグ戦         | リーグ戦         | リーグ杯         | リーグ杯         | 天皇杯           | 天皇杯           | 期間通算         | 期間通算         |
| ---------------- | ---------------- | ---------------- | ---------------- | ---------------- | ---------------- | ---------------- | ---------------- | ---------------- | ---------------- | ---------------- | ---------------- |
| 2006             | 神戸             | 9                | J2               | 1                | 0                | -                | -                |                  |                  |                  |                  |
| 通算             | 日本             | 日本             | J2               | 1                | 0                | -                | -                |                  |                  |                  |                  |
| 総通算           | 総通算           | 総通算           | 総通算           | 1                | 0                | 0                | 0                |                  |                  |                  |                  |